# Ianuarie 2013
Acest articol este generat integral pe baza informațiilor din articolul 2013 și este actualizat periodic de un robot.
 Editările făcute în articol vor fi șterse la următoarea actualizare! Dacă doriți să faceți modificări, editați articolul-sursă.

ianuarie -
februarie -
martie -
aprilie -
mai -
iunie -
iulie -
august -
septembrie -
octombrie -
noiembrie -
decembrie
Ianuarie 2013 a fost prima lună a anului și a început într-o zi de marți.

## Evenimente

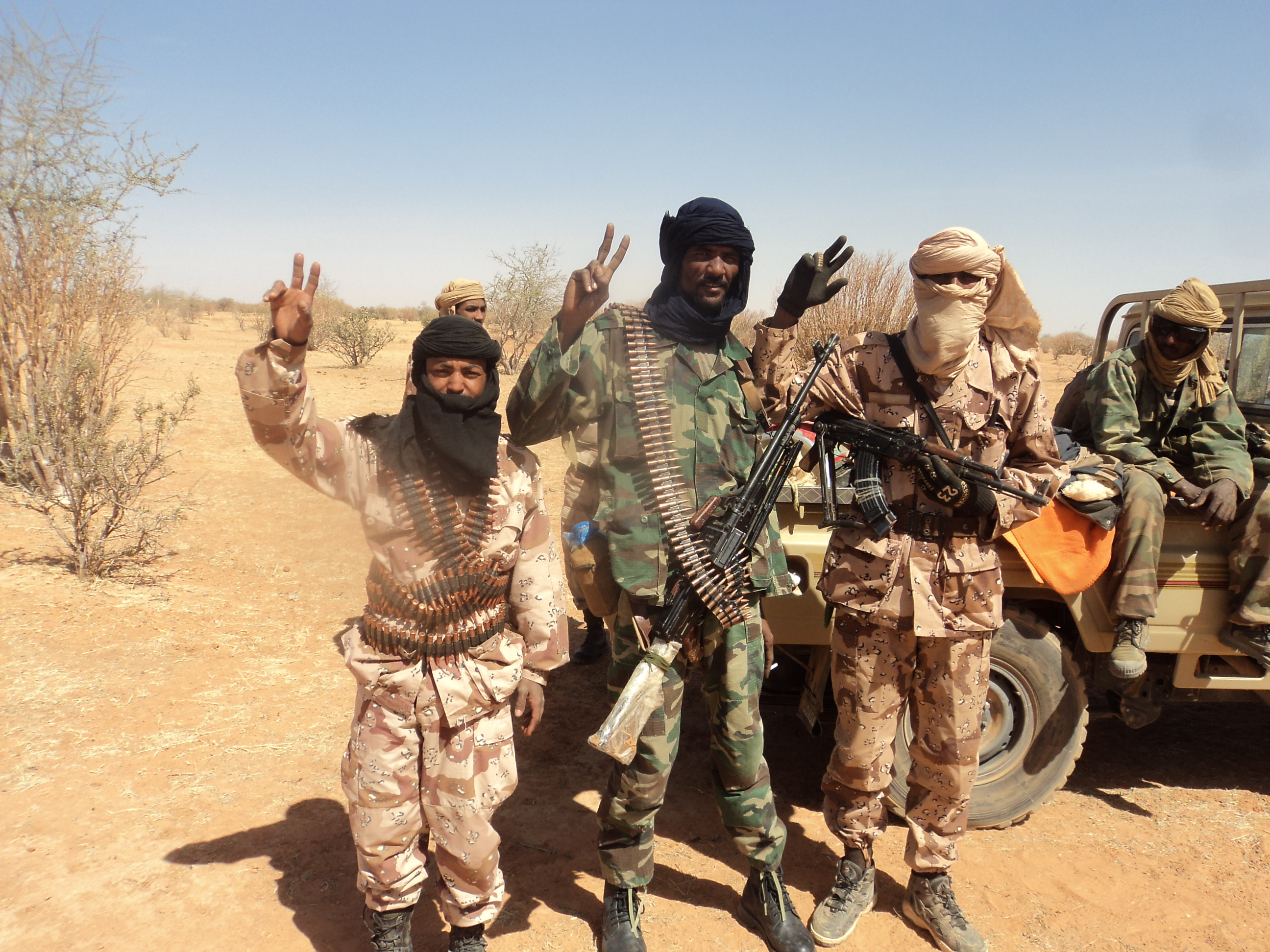
Rebeliunea tuaregilor islamici și Războiul din Mali succedate de criza ostaticilor din Algeria

- 1 ianuarie: Irlanda a preluat de la Cipru președinția Uniunii Europene.
- 1 ianuarie: Marsilia (Franța) și Košice (Slovacia) au devenit Capitale Europene ale Culturii.
- 1 ianuarie: Marea Britanie a preluat președinția G8.
- 2 ianuarie: Congresul american a adoptat proiectul de lege menit să ducă la evitarea așa-numitei "prăpăstii fiscale", respectiv a unor majorări de taxe și reduceri de cheltuieli care ar fi intrat automat în vigoare și care ar fi creat riscul intrării economiei Statelor Unite într-o nouă recesiune.
- 5 ianuarie: Un cutremur cu magnitudinea  de 7,7 grade Richter s-a produs în largul coastelor statului american Alaska.
- 11-12 ianuarie: Alegeri prezidențiale în Cehia.
- 15 ianuarie: Franța a trimis 2.500 de soldați în Mali, pentru a lupta împotriva grupurilor islamiste care ocupă nordul țării.
- 16 ianuarie: Este declanșată criza ostaticilor de la In Amenas, ca răspuns la deschiderea de către Algeria a spațiului său aerian pentru avioanele franceze care au atacat militanții din Mali. În schimbul siguranței ostaticilor de la instalațiile de gaze naturale operate de compania Sonatrach împreună cu firma norvegiană Statoil, situate în estul Algeriei, în apropiere de granița cu Libia, militanții islamiști cer încetarea operațiunilor militare franceze împotriva islamiștilor din Mali.
- 20 ianuarie: Începutul celui de-al doilea mandat de președinte al SUA al lui Barack Obama.
- 22 ianuarie: Alegeri legislative anticipate în Israel, după dizolvarea Parlamentului israelian în octombrie 2012.
- 23 ianuarie: Alegerile legislative anticipate în Iordania, după dizolvarea Parlamentului de către regele Abdallah al II-lea.
- 26 ianuarie: Miloš Zeman este ales președinte al Republicii Cehe.
- 28 ianuarie: Regina Beatrix a Țărilor de Jos a anunțat abdicarea ei în favoarea fiului său, Willem-Alexander, Prinț de Orania, la 30 aprilie 2013.
- 28 ianuarie: Proteste în Bulgaria.

## Decese
- 1 ianuarie: Patti Page (n. Clara Ann Fowler), 85 ani, cântăreață americană (n. 1927)
- 2 ianuarie: Ștefan Oprea, 84 ani, agronom român (n. 1928)
- 2 ianuarie: Alexei Rudeanu, 73 ani, scriitor și prozator român (n. 1939)
- 2 ianuarie: Teresa Torańska, 69 ani, jurnalistă și scriitoare poloneză (n. 1944)
- 3 ianuarie: Sergiu Nicolaescu (Sergiu Florin Nicolaescu), 82 ani, regizor, actor și politician român (n. 1930)
- 5 ianuarie: Eusébio, fotbalist portughez (n. 1942)
- 6 ianuarie: Gerard Helders, 107 ani, politician neerlandez (n. 1905)
- 6 ianuarie: Metin Kaçan, 51 ani, scriitor turc (n. 1961)
- 7 ianuarie: David Richard Ellis, 60 ani, regizor american de film (n. 1952)
- 7 ianuarie: Huell Howser (Huell Burnley Howser), 67 ani, actor american (n. 1945)
- 7 ianuarie: Epifanie Norocel (n. Gavril Norocel), 80 ani, episcop român (n. 1932)
- 7 ianuarie: Zvi Yavetz, 87 ani, istoric israelian (n. 1925)
- 7 ianuarie: Tzvi Yavetz, istoric al antichității clasice (n. 1925)
- 8 ianuarie: Asbjørn Aarnes, 89 ani, istoric literar norvegian (n. 1923)
- 8 ianuarie: Cornel Pavlovici, 75 ani, fotbalist român (atacant), (n. 1943)
- 9 ianuarie: James M. Buchanan jr., 93 ani, economist american, laureat al Premiului Nobel (1986), (n. 1919)
- 10 ianuarie: Sakine Cansiz, 55 ani, politiciană turcă (n. 1958)
- 10 ianuarie: Otto Tellmann, 85 ani, handbalist și antrenor român (n. 1927)
- 11 ianuarie: Nguyễn Khánh, 85 ani, general vietnamez (n. 1927)
- 11 ianuarie: Mariangela Melato, 71 ani, actriță italiană (n. 1941)
- 11 ianuarie: Aaron Swartz (Aaron Hillel Swartz), 26 ani, programator american (n. 1986)
- 12 ianuarie: Leon Leyson, 83 ani, supraviețuitor al Holocaustului și unul dintre cei mai tineri "Schindlerjuden", evreii salvați de Oskar Schindler (n. 1929)
- 13 ianuarie: Marcela Iuga Preda, 58 ani, interpretă română de muzică populară (n. 1954)
- 14 ianuarie: Conrad Bain (Conrad Stafford Bain), 89 ani, actor american (n. 1924)
- 15 ianuarie: Prințesa Margarita de Baden (n. Margarete Alice Thyra Viktoria Marie Louise Scholastica), 80 ani (n. 1932)
- 18 ianuarie: Robert Frederick Chew, 52 ani, actor american (n. 1961)
- 18 ianuarie: Wolfgang Ilgenfritz, 56 ani, politician austriac (n. 1957)
- 19 ianuarie: Taihō Kōki (n. Naya Koki), 72 ani, luptător sumo, al 48-lea yokozuna (n. 1940)
- 21 ianuarie: János Kőrössy (Jancsi Korossy), 86 ani, pianist, aranjor și compozitor român (n. 1926)
- 22 ianuarie: Margareta Teodorescu, 80 ani, șahistă română (n. 1932)
- 22 ianuarie: Lucyna Winnicka, 84 ani, actriță de teatru și film, jurnalistă și publicistă poloneză (n. 1928)
- 24 ianuarie: Józef Glemp, 83 ani, cardinal polonez (n. 1929)
- 24 ianuarie: Dan Mihăescu, 79 ani, umorist și regizor român (n. 1933)
- 27 ianuarie: Ivan Bodiul, 95 ani, politician ucrainean (n. 1917)
- 28 ianuarie: Ceija Stojka, 79 ani, scriitoare, pictoriță, activistă și muziciană austriacă de etnie romă (n. 1933)
- 31 ianuarie: Titus Raveica, 77 ani, senator român (1990-1992), (n. 1935)